# Treća Liga 1989-1990
La Treća savezna liga SFRJ 1989-1990 (terza lega federale 1989-1990), conosciuta anche come Treća liga 1989-1990 od anche 3. liga 1989-1990, fu la 44ª edizione della terza divisione jugoslava.
Questa fu la seconda edizione con la formula delle 4 Međurepubličke lige (Leghe inter-repubblicane), che rimpiazzarono le 8 leghe repubblicane.
Vennero promosse in Druga Liga 1990-1991 le vincitrici dei 4 gironi.

## Format
| Girone | Denominazione             | Area interessata                                                                                  |
| ------ | ------------------------- | ------------------------------------------------------------------------------------------------- |
| Ovest  | Međurepublička liga Zapad | Slovenia, Croazia (quest'ultima senza Dalmazia meridionale e Slavonia) e Bosnia nord-occidentale. |
| Nord   | Međurepublička liga Sever | Slavonia, Voivodina, Belgrado e Bosnia nord-orientale.                                            |
| Sud    | Međurepublička liga Jug   | Dalmazia meridionale, Bosnia centrale, Erzegovina e Montenegro.                                   |
| Est    | Međurepublička liga Istok | Serbia (eccetto Belgrado), Kosovo e Macedonia.                                                    |

## Provenienza
| Slovenia                        | Croazia | Bosnia Erzegovina | Serbia                                                                                             | Serbia | Serbia                                    | Montenegro                                                                   | Macedonia                                                                                 |
| Slovenia                        | Croazia | Bosnia Erzegovina | Voivodina                                                                                          | Serbia Centrale | Kosovo                                    | Montenegro                                                                   | Macedonia                                                                                 |
| ------------------------------- | --- | --- | -------------------------------------------------------------------------------------------------- | --- | ----------------------------------------- | ---------------------------------------------------------------------------- | ----------------------------------------------------------------------------------------- |
| - Koper - ŽNK Lubiana - Maribor | - Belišće - BSK Slavonski Brod - Jugokeramika Zaprešić - Junak Sinj - Lokomotiva Zagabria - Mladost Petrinja - Neretva Metković - Neretvanac Opuzen - Olimpija Osijek - Orijent - Primorac Stobreč - Radnik V. Gorica - Segesta - RNK Spalato - Varteks Varaždin - Zara - NK Zagabria - Zmaj Makarska | - Borac Čapljina - Borac Travnik - Bosna Visoko - BSK Banja Luka - Drina Zvornik - Famos Hrasnica - Igman Konjic - Jedinstvo Bihać - Jedinstvo Brčko - Krivaja Zavidovići - OFK Prijedor - Radnički Goražde - Rudar Kakanj - Sloga Doboj - NK Vitez | - AIK Bačka Topola - Bačka B. Palanka - Bečej - Dinamo Pančevo - Kabel Novi Sad - Novi Sad - Vrbas | - Bor - Budućnost Valjevo - Dubočica Leskovac - FK FAP - Kolubara - Novi Pazar - Obilić - PKV Yumko - Radnički Belgrado - Radnički Kragujevac - Radnički Pirot - Rudar Kostolac - Sloga Kraljevo | - Buducnost Peć - CZ Gnjilane - FK Trepča | - Bokelj - Budva - Ivangrad - Jedinstvo Bijelo Polje - Mornar - OFK Titograd | - Belasica - Borec - Bregalnica Štip - Metalurg Skopje - Pobeda - Sileks Kratovo - Teteks |

## Girone Ovest

### Profili
| Squadra          | Città              | Stadio               | Stagione 1988-89 | Stagione 1988-89  |
| Squadra          | Città              | Stadio               | Pos.             | Divisione         |
| ---------------- | ------------------ | -------------------- | ---------------- | ----------------- |
| Mladost Petrinja | Petrinja           | Gradski stadion      | 2º               | Treća liga Ovest  |
| NK Zagreb        | Zagabria           | Stadio Kranjčevićeva | 3º               | Treća liga Ovest  |
| Jedinstvo Bihać  | Bihać              | Stadion pod Borićima | 4º               | Treća liga Ovest  |
| Koper            | Capodistria        | Stadio Bonifika      | 5º               | Treća liga Ovest  |
| Primorac Stobreč | Stobrezio, Spalato | Igralište Blato      | 6º               | Treća liga Ovest  |
| Radnik V. Gorica | Velika Gorica      | Stadion Radnik       | 7º               | Treća liga Ovest  |
| RNK Split        | Spalato            | Stadio Park Mladeži  | 8º               | Treća liga Ovest  |
| Segesta          | Sisak              | Gradski stadion      | 9º               | Treća liga Ovest  |
| Maribor          | Maribor            | Stadion Ljudski vrt  | 10º              | Treća liga Ovest  |
| Varteks Varaždin | Varaždin           | Stadion Varteks      | 11º              | Treća liga Ovest  |
| Jugokeramika     | Zaprešić           | Zaprešić stadion     | 12º              | Treća liga Ovest  |
| Orijent          | Sussak, Fiume      | Stadion Krimeja      | 13º              | Treća liga Ovest  |
| Zara             | Zara               | Stadion Stanovi      | 14º              | Treća liga Ovest  |
| OFK Prijedor     | Prijedor           | Gradski stadion      | 15º              | Treća liga Ovest  |
| Lokomotiva       | Zagabria           | Stadion na Kajzerici | 16º              | Treća liga Ovest  |
| ŽNK Lubiana      | Lubiana            | Stadion ŽSD          | 1º               | Slovenska liga    |
| Junak Sinj       | Signo              | Gradski stadion      | 1º               | Hrvatska liga Sud |
| Banjalučki SK    | Banja Luka         | Stadion Čaire        | 1º               | Liga BiH Ovest    |

### Classifica
|  | Pos. | Squadra               | Pt | G  | V  | N   | P  | GF | GS | DR  |
|  | ---- | --------------------- | -- | -- | -- | --- | -- | -- | -- | --- |
|  | 1.   | NK Zagabria           | 47 | 34 | 23 | 1−5 | 5  | 68 | 23 | +45 |
|  | 2.   | Zara                  | 41 | 34 | 17 | 7−4 | 6  | 43 | 25 | +18 |
|  | 3.   | Mladost Petrinja      | 37 | 34 | 17 | 3−3 | 11 | 56 | 31 | +25 |
|  | 4.   | Jedinstvo Bihać       | 35 | 34 | 16 | 3−1 | 14 | 40 | 40 | 0   |
|  | 5.   | Varteks Varaždin      | 34 | 34 | 16 | 2−0 | 16 | 41 | 47 | −6  |
|  | 6.   | Segesta               | 33 | 34 | 16 | 1−4 | 13 | 47 | 36 | +11 |
|  | 7.   | Radnik V. Gorica      | 33 | 34 | 14 | 5−4 | 11 | 37 | 36 | −1  |
|  | 8.   | Primorac Stobreč      | 31 | 34 | 14 | 3−3 | 14 | 33 | 39 | −6  |
|  | 9.   | OFK Prijedor          | 30 | 34 | 13 | 4−3 | 14 | 38 | 38 | 0   |
|  | 10.  | Junak Sinj            | 30 | 34 | 14 | 2−6 | 12 | 42 | 50 | −8  |
|  | 11.  | Maribor               | 29 | 34 | 12 | 5−2 | 15 | 38 | 36 | +2  |
|  | 12.  | RNK Spalato           | 29 | 34 | 13 | 3−2 | 16 | 36 | 42 | −6  |
|  | 13.  | Jugokeramika Zaprešić | 29 | 34 | 13 | 3−2 | 16 | 46 | 61 | −15 |
|  | 14.  | Koper                 | 27 | 34 | 11 | 5−5 | 13 | 36 | 35 | +1  |
|  | 15.  | Orijent               | 27 | 34 | 10 | 7−2 | 15 | 37 | 43 | −6  |
|  | 16.  | BSK Banja Luka        | 25 | 34 | 11 | 3−2 | 18 | 31 | 46 | −15 |
|  | 17.  | ŽNK Lubiana (−1)      | 18 | 34 | 7  | 5−4 | 18 | 35 | 59 | −24 |
|  | 18.  | Lokomotiva Zagabria   | 15 | 34 | 7  | 1−9 | 17 | 30 | 47 | −17 |

Legenda:

      Promossa in Druga Liga 1990-1991.

  Partecipa agli spareggi promozione/retrocessione.

      Retrocessa nella divisione inferiore.

      Esclusa dal campionato.
Note:

2 punti per la vittoria al 90º, 1 per la vittoria ai rigori, 0 per la sconfitta ai rigori, 0 per la sconfitta al 90º.
In caso di arrivo di due o più squadre a pari punti per le posizioni di promozione o retrocessione, la graduatoria viene stilata secondo gli scontri diretti tra le squadre interessate.

## Girone Nord

### Profili
| Squadra            | Città                  | Stadio                 | Stagione 1988-89 | Stagione 1988-89  |
| Squadra            | Città                  | Stadio                 | Pos.             | Divisione         |
| ------------------ | ---------------------- | ---------------------- | ---------------- | ----------------- |
| Bačka B. Palanka   | Bačka Palanka          | Stadion FK Bačka       | 18º              | Druga liga        |
| Rudar Kostolac     | Kostolac               | Stadion FK Rudar       | 2º               | Treća liga Nord   |
| Vrbas              | Vrbas                  | Stadion kraj Šlajza    | 3º               | Treća liga Nord   |
| AIK Bačka Topola   | Bačka Topola           | Gradski stadion        | 4º               | Treća liga Nord   |
| Belišće            | Belišće                | Gradski stadion        | 5º               | Treća liga Nord   |
| Kolubara           | Lazarevac              | Stadion FK Kolubara    | 6º               | Treća liga Nord   |
| BSK Slavonski Brod | Slavonski Brod         | Stadion uz Savu        | 7º               | Treća liga Nord   |
| Sloga Doboj        | Doboj                  | Stadion Luke           | 8º               | Treća liga Nord   |
| Drina Zvornik      | Zvornik                | Gradski stadion        | 9º               | Treća liga Nord   |
| Novi Sad           | Novi Sad               | Stadion Detelinara     | 10º              | Treća liga Nord   |
| Kabel Novi Sad     | Novi Sad               | Stadion FK Kabel       | 11º              | Treća liga Nord   |
| Obilić             | Vračar, Belgrado       | Stadio Miloš Obilić    | 12º              | Treća liga Nord   |
| Dinamo Pančevo     | Pančevo                | Gradski stadion        | 13º              | Treća liga Nord   |
| Budućnost          | Valjevo                | Stadion Park Pećina    | 14º              | Treća liga Nord   |
| Bečej              | Bečej                  | Gradski stadion        | 1º               | Vojvođanska liga  |
| Olimpija           | Osijek                 | Stadion u Donjem gradu | 1º               | Hrvatska liga Est |
| Jedinstvo Brčko    | Brčko                  | Stadion "Sedmi april"  | 1º               | Liga BiH Nord     |
| Radnički           | Novi Beograd, Belgrado | Stadion FK Radnički    | 1º               | Srpska liga Nord  |

### Classifica
|  | Pos. | Squadra            | Pt | G  | V  | N   | P  | GF | GS | DR  |
|  | ---- | ------------------ | -- | -- | -- | --- | -- | -- | -- | --- |
|  | 1.   | Radnički Belgrado  | 45 | 34 | 22 | 1−4 | 7  | 58 | 34 | +24 |
|  | 2.   | Bečej              | 44 | 34 | 19 | 6−4 | 5  | 71 | 35 | +36 |
|  | 3.   | Jedinstvo Brčko    | 41 | 34 | 20 | 1−5 | 8  | 64 | 42 | +22 |
|  | 4.   | Belišće            | 37 | 34 | 17 | 3−0 | 14 | 72 | 50 | +22 |
|  | 5.   | Sloga Doboj        | 35 | 34 | 17 | 1−3 | 13 | 40 | 29 | +11 |
|  | 6.   | Obilić             | 34 | 34 | 16 | 2−1 | 15 | 40 | 52 | −12 |
|  | 7.   | Kolubara           | 30 | 34 | 13 | 4−3 | 14 | 39 | 40 | −1  |
|  | 8.   | Drina Zvornik      | 30 | 34 | 12 | 6−3 | 13 | 46 | 49 | −3  |
|  | 9.   | AIK Bačka Topola   | 30 | 34 | 14 | 2−0 | 18 | 47 | 57 | −10 |
|  | 10.  | Vrbas              | 29 | 34 | 12 | 5−5 | 12 | 61 | 59 | +2  |
|  | 11.  | Kabel Novi Sad     | 29 | 34 | 14 | 1−6 | 13 | 43 | 44 | −1  |
|  | 12.  | Novi Sad           | 29 | 34 | 12 | 5−3 | 14 | 43 | 46 | −3  |
|  | 13.  | BSK Slavonski Brod | 28 | 34 | 13 | 2−5 | 14 | 35 | 42 | −7  |
|  | 14.  | Rudar Kostolac     | 28 | 34 | 12 | 4−2 | 16 | 39 | 52 | −13 |
|  | 15.  | Olimpija Osijek    | 27 | 34 | 12 | 3−3 | 16 | 48 | 57 | −9  |
|  | 16.  | Dinamo Pančevo     | 25 | 34 | 12 | 1−1 | 20 | 41 | 47 | −6  |
|  | 17.  | Budućnost Valjevo  | 20 | 34 | 8  | 4−3 | 19 | 31 | 50 | −19 |
|  | 18.  | Bačka B. Palanka   | 19 | 34 | 8  | 3−1 | 22 | 42 | 72 | −30 |

Legenda:

      Promossa in Druga Liga 1990-1991.

  Partecipa agli spareggi promozione/retrocessione.

      Retrocessa nella divisione inferiore.

      Esclusa dal campionato.
Note:

2 punti per la vittoria al 90º, 1 per la vittoria ai rigori, 0 per la sconfitta ai rigori, 0 per la sconfitta al 90º.
In caso di arrivo di due o più squadre a pari punti per le posizioni di promozione o retrocessione, la graduatoria viene stilata secondo gli scontri diretti tra le squadre interessate.

## Girone Sud

### Profili
| Squadra           | Città        | Stadio                   | Stagione 1988-89 | Stagione 1988-89  |
| Squadra           | Città        | Stadio                   | Pos.             | Divisione         |
| ----------------- | ------------ | ------------------------ | ---------------- | ----------------- |
| Famos Hrasnica    | Hrasnica     | Stadion Famos            | 2º               | Treća liga Sud    |
| Neretva Metković  | Metković     | Igralište iza Vage       | 3º               | Treća liga Sud    |
| Radnički Goražde  | Goražde      | Stadion Midhat Drljević  | 4º               | Treća liga Sud    |
| NK Vitez          | Vitez        | Gradski stadion          | 5º               | Treća liga Sud    |
| Rudar Kakanj      | Kakanj       | Stadion Rudara           | 6º               | Treća liga Sud    |
| Budva             | Budua        | Stadion Lugovi           | 7º               | Treća liga Sud    |
| FK Jedinstvo      | Bijelo Polje | Gradski stadion Nikoljac | 8º               | Treća liga Sud    |
| Neretvanac Opuzen | Fort'Opus    | Stadion Podvornica       | 9º               | Treća liga Sud    |
| Bosna Visoko      | Visoko       | Stadion Luke             | 10º              | Treća liga Sud    |
| Borac Čapljina    | Čapljina     | Stadion Bjelave          | 11º              | Treća liga Sud    |
| Igman Konjic      | Konjic       | Gradski stadion          | 12º              | Treća liga Sud    |
| OFK Titograd      | Titograd     | Stadion Cvijetni Brijeg  | 13º              | Treća liga Sud    |
| Borac Travnik     | Travnik      | Stadion Pirota           | 14º              | Treća liga Sud    |
| Bokelj            | Cattaro      | Stadion pod Vrmcem       | 15º              | Treća liga Sud    |
| Ivangrad          | Ivangrad     | Gradski stadion          | 16º              | Treća liga Sud    |
| Zmaj Makarska     | Macarsca     | Gradski sportski centar  | 5º               | Hrvatska liga Sud |
| Krivaja           | Zavidovići   | Gradski stadion          | 1º               | Liga BiH Sud      |
| Mornar            | Antivari     | Stadion Topolica         | 1º               | Crnogorska liga   |

### Classifica
- Questa la classifica presa da HRnogometdb:

|  | Pos. | Squadra                | Pt | G  | V  | N   | P  | GF | GS | DR  |
|  | ---- | ---------------------- | -- | -- | -- | --- | -- | -- | -- | --- |
|  | 1.   | Budva                  | 45 | 34 | 20 | 5−3 | 6  | 59 | 22 | +37 |
|  | 2.   | Rudar Kakanj           | 43 | 34 | 21 | 1−4 | 8  | 63 | 23 | +40 |
|  | 3.   | Famos Hrasnica         | 33 | 34 | 15 | 3−4 | 12 | 39 | 26 | +13 |
|  | 4.   | Mornar                 | 32 | 34 | 14 | 4−3 | 13 | 49 | 38 | +11 |
|  | 5.   | Krivaja Zavidovići     | 32 | 34 | 14 | 4−4 | 12 | 52 | 45 | +7  |
|  | 6.   | Radnički Goražde       | 32 | 34 | 14 | 4−5 | 11 | 39 | 33 | +6  |
|  | 7.   | Borac Travnik          | 31 | 34 | 14 | 3−2 | 15 | 43 | 44 | −1  |
|  | 8.   | Neretvanac Opuzen      | 31 | 34 | 13 | 5−3 | 13 | 42 | 44 | −2  |
|  | 9.   | Bokelj                 | 30 | 34 | 14 | 2−4 | 14 | 38 | 50 | −12 |
|  | 10.  | Jedinstvo Bijelo Polje | 30 | 34 | 13 | 4−1 | 16 | 27 | 40 | −13 |
|  | 11.  | Neretva Metković       | 29 | 34 | 13 | 3−0 | 18 | 43 | 49 | −6  |
|  | 12.  | Bosna Visoko           | 29 | 34 | 14 | 1−6 | 13 | 40 | 46 | −6  |
|  | 13.  | Borac Čapljina         | 29 | 34 | 14 | 1−3 | 16 | 48 | 55 | −7  |
|  | 14.  | Ivangrad               | 29 | 34 | 11 | 7−0 | 16 | 34 | 49 | −15 |
|  | 15?  | NK Vitez               | ?  | 34 | ?  | ?−? | ?  | ?  | ?  | ?   |
|  | 16.  | Igman Konjic           | 28 | 34 | 14 | 0−7 | 13 | 38 | 36 | +2  |
|  | 17.  | OFK Titograd           | 23 | 34 | 9  | 5−3 | 17 | 29 | 44 | −15 |
|  | 18.  | Zmaj Makarska          | 20 | 34 | 7  | 6−2 | 19 | 31 | 67 | −36 |

Legenda:

      Promossa in Druga Liga 1990-1991.

  Partecipa agli spareggi promozione/retrocessione.

      Retrocessa nella divisione inferiore.

      Esclusa dal campionato.
Note:

2 punti per la vittoria al 90º, 1 per la vittoria ai rigori, 0 per la sconfitta ai rigori, 0 per la sconfitta al 90º.
In caso di arrivo di due o più squadre a pari punti per le posizioni di promozione o retrocessione, la graduatoria viene stilata secondo gli scontri diretti tra le squadre interessate.
```
Questa la classifica presa da 
fsgzrenjanin.com
:

Budva 46 punti, Rudar Kakanj 43, Famos Hrasnica 33, Krivaja Zavidovići 32, Radnički Goražde 32, Mornar Bar 31, Bokelj Kotor 31, Jedinstvo Bijelo Polje 30, Vitez 30, Borac Travnik 29, Bosna Visoko 29, Neretva Metković 29, Ivangrad 29, Borac Čapljina 29, Igman Konjic 28, OFK Titograd 23, Zmaj Makarska 20.
Manca il Neretvanac Opuzen.
```

## Girone Est

### Profili
| Squadra         | Città            | Stadio                 | Stagione 1988-89 | Stagione 1988-89 |
| Squadra         | Città            | Stadio                 | Pos.             | Divisione        |
| --------------- | ---------------- | ---------------------- | ---------------- | ---------------- |
| Radnički 1923   | Kragujevac       | Gradski stadion        | 17º              | Druga liga       |
| Novi Pazar      | Novi Pazar       | Gradski stadion        | 19º              | Druga liga       |
| Belasica        | Strumica         | Stadion Mladost        | 20º              | Druga liga       |
| FAP             | Priboj           | Gradski stadion        | 2º               | Treća liga Est   |
| Bor             | Bor              | Stadion na Piritu      | 3º               | Treća liga Est   |
| Dubočica        | Leskovac         | Gradski stadion        | 4º               | Treća liga Est   |
| Bregalnica Štip | Štip             | Gradski stadion        | 5º               | Treća liga Est   |
| FK Trepča       | Titova Mitrovica | Stadion Trepča         | 6º               | Treća liga Est   |
| Sileks Kratovo  | Kratovo          | Gradski stadion        | 7º               | Treća liga Est   |
| Teteks          | Tetovo           | Gradski stadion        | 8º               | Treća liga Est   |
| Metalurg Skopje | Skopje           | Železarnica Stadium    | 9º               | Treća liga Est   |
| PKV Yumko       | Vranje           | Stadion Yumko          | 10º              | Treća liga Est   |
| Radnički Pirot  | Pirot            | Stadion Dragan Nikolić | 11º              | Treća liga Est   |
| Crvena zvezda   | Gnjilane         | Gradski stadion        | 12º              | Treća liga Est   |
| Pobeda          | Prilep           | Stadion Goce Delčev    | 13º              | Treća liga Est   |
| Sloga Kraljevo  | Kraljevo         | Gradski stadion        | 1º               | Srpska liga Sud  |
| Buducnost Peć   | Peć              | Gradski stadion        | 1º               | Kosovska liga    |
| Borec           | Veles            | Stadion Zoran Paunov   | 1º               | Makedonska liga  |

### Classifica
|  | Pos. | Squadra             | Pt | G  | V | N | P | GF | GS | DR |
|  | ---- | ------------------- | -- | -- | - | - | - | -- | -- | -- |
|  | 1.   | Bor                 | 44 | 34 |   |   |   |    |    |    |
|  | 2.   | Novi Pazar          | 43 | 34 |   |   |   |    |    |    |
|  | 3.   | Radnički Kragujevac | 39 | 34 |   |   |   |    |    |    |
|  | 4.   | FK FAP              | 36 | 34 |   |   |   |    |    |    |
|  | 5.   | Teteks              | 34 | 34 |   |   |   |    |    |    |
|  | 6.   | Sileks Kratovo      | 32 | 34 |   |   |   |    |    |    |
|  | 7.   | Pobeda              | 31 | 34 |   |   |   |    |    |    |
|  | 8.   | Borec               | 31 | 34 |   |   |   |    |    |    |
|  | 9.   | FK Trepča           | 31 | 34 |   |   |   |    |    |    |
|  | 10.  | Dubočica Leskovac   | 29 | 34 |   |   |   |    |    |    |
|  | 11.  | Bregalnica Štip     | 29 | 34 |   |   |   |    |    |    |
|  | 12.  | Radnički Pirot      | 28 | 34 |   |   |   |    |    |    |
|  | 13.  | Sloga Kraljevo      | 28 | 34 |   |   |   |    |    |    |
|  | 14.  | CZ Gnjilane         | 28 | 34 |   |   |   |    |    |    |
|  | 15.  | Belasica            | 27 | 34 |   |   |   |    |    |    |
|  | 16.  | Metalurg Skopje     | 27 | 34 |   |   |   |    |    |    |
|  | 17.  | Buducnost Peć       | 20 | 34 |   |   |   |    |    |    |
|  | 18.  | PKV Yumko Vranje    | 18 | 34 |   |   |   |    |    |    |

Legenda:

      Promossa in Druga Liga 1990-1991.

  Partecipa agli spareggi promozione/retrocessione.

      Retrocessa nella divisione inferiore.

      Esclusa dal campionato.
Note:

2 punti per la vittoria al 90º, 1 per la vittoria ai rigori, 0 per la sconfitta ai rigori, 0 per la sconfitta al 90º.
In caso di arrivo di due o più squadre a pari punti per le posizioni di promozione o retrocessione, la graduatoria viene stilata secondo gli scontri diretti tra le squadre interessate.

## In Coppa di Jugoslavia
La squadra di Treća liga che ha fatto più strada è stato il Sileks Kratovo che ha raggiunto i quarti di finale.